# Klaudie Francouzská
Klaudie Francouzská (13. října 1499 Romorantin-Lanthenay – 20. července 1524 zámek Blois) byla francouzská královna a bretaňská vévodkyně. Byla nejstarší dcerou francouzského krále Ludvíka XII. z dynastie Valois a jeho druhé manželky Anny Bretaňské. Klaudie byla francouzská princezna, hraběnka ze Soissons, Blois, Coucy, Étampes a Montfortu.
Byla první ženou krále Františka I., matkou jeho nástupce Jindřicha II. a babičkou posledních tří francouzských králů z dynastie Valois, španělské královny Alžběty, lotrinské vévodkyně Klaudie a francouzské královny Margot, manželky Jindřicha IV. Navarrského. Byla také babičkou savojského vévody Karla Emanuela I.

## Zásnuby a sňatek
Protože její matka Anna neměla žádné syny, Klaudie se stala dědičkou bretaňského vévodství. Francouzskou korunu však mohl zdědit pouze mužský následník. V roce 1504 Anna ve snaze udržet Bretaň mimo území francouzské koruny uzavřela smlouvu z Blois, v níž přislíbila Klaudii i s Bretaní a burgundským hrabstvím budoucímu císaři Svaté říše římské Karlovi V. To však bylo nepřijatelné pro rod Valois a zasnoubení bylo brzy zrušeno.
Francouzské šlechtě se nelíbilo zasnoubení s cizincem a naléhala na Ludvíka XII., aby Klaudii provdal za jejího bratrance Františka, vévodu z Angoulême, „který je alespoň Francouz“ a byl také předpokládaným dědicem francouzské koruny. Roku 1506 byli Klaudie a František zasnoubeni. Roku 1514 se Klaudie po smrti své matky stala bretaňskou vévodkyní. 18. května 1514 se v kapli zámku Saint-Germain-en-Laye provdala za Františka.

## Dvorský život
Klaudie, která byla předmětem rušné sňatkové politiky, byla často nemocná, malé postavy a trpěla skoliózou, kvůli čemuž měla hrbatá záda. U dvora ji zastiňovala její tchyně Luisa Savojská a švagrová, vzdělaná „renesanční žena“ Markéta Navarrská.
Když se František v roce 1515 po smrti Ludvíka XII. stal králem, Klaudiinými dvorními dámami byly anglické sestry Anna a Marie Boleynovy a Diana de Poitiers. Mary se stala královou milenkou, než se roku 1519 vrátila domů. Anna sloužila jako Klaudiina oficiální překladatelka při anglických návštěvách, např. v roce 1520, byla také určitou dobu společnicí Klaudiiny mladší sestry Renée. Anna Boleynová se vrátila do Anglie roku 1521 a později se stala milenkou a manželkou anglického krále Jindřicha VIII. a matkou královny Alžběty I. Diana de Poitiers byla hlavní inspirací fontainebleauské školy francouzské renesance a stala se celoživotní milenkou Františkova syna a nástupce Jindřicha II.
Klaudie neměla žádný politický vliv a byla jednou z nejméně významných francouzských královen . Její život se nesl ve znamení neustálých těhotenství. Její manžel měl mnoho milenek, ale vše probíhalo relativně diskrétně. Klaudie u svého služebnictva zavedla přísný mravní kodex, kterému si jen málo lidí dovolilo vysmívat.

## Děti

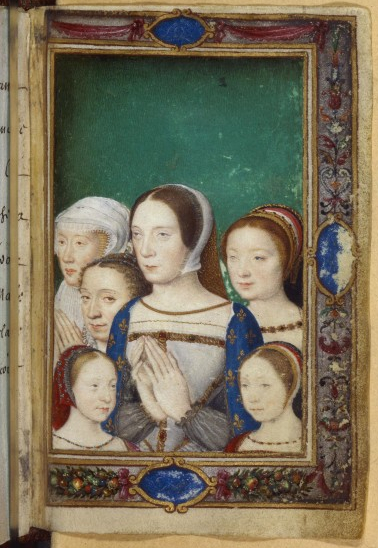
Klaudie se svými dcerami: vepředu Charlotte (vlevo) a Louisa (vpravo); vpravo vzadu Magdalena; vlevo vzadu Markéta; nalevo od ní Eleonora Habsburská

- 1. Louisa (19. 8. 1515 Amboise – 21. 9. 1518 tamtéž)[2]
- 2. Šarlota (23. 10. 1516 Amboise – 8. 9. 1524 Saint-Germain-en-Laye)[3]
- 3. František (28. 2. 1518 Amboise – 10. 8. 1536 Tournon-sur-Rhône), bretaňský vévoda a dauphin z Viennois, svobodný a bezdětný[4]
- 4. Jindřich (31. 3. 1519 Saint-Germain-en-Laye – 10. 7. 1559 Paříž), jako Jindřich II. francouzský král od roku 1547 až do své smrti[5]
⚭ 1533 Kateřina Medicejská (13. 4. 1519 Florencie – 5. 1. 1589 Blois)[6]
- 5. Magdalena (10. 8. 1520 Saint-Germain-en-Laye – 2. 7. 1537 Edinburgh), [7] pohřbena společně s manželem v Holyroodském opatství[8]
⚭ 1537 Jakub V. Skotský (10. 4. 1512 Linlithgow – 14. 12. 1542, Falklandský palác), skotský král od roku 1513 až do své smrti
- 6. Karel (22. 1. 1522 Saint-Germain-en-Laye – 9. 9. 1545 Forest-Montiers), vévoda z Angoulême, Orléansu a Châtelleraultu, hrabě z Clermont-en-Beauvaisis a la Marche, svobodný a bezdětný[9]
- 7. Markéta (5. 6. 1523 Saint-Germain-en-Laye – 15. 9. 1574 Turín), vévodkyně z Berry[10]
⚭ 1559 Emanuel Filibert Savojský (8. 7. 1528 Chambéry – 30. 8. 1580 Turín), vévoda savojský od roku 1553 až do své smrti a v letech 1556–1559 místodržící habsburského Nizozemí[11]
- 8. Filip (*/† 1524)

## Smrt

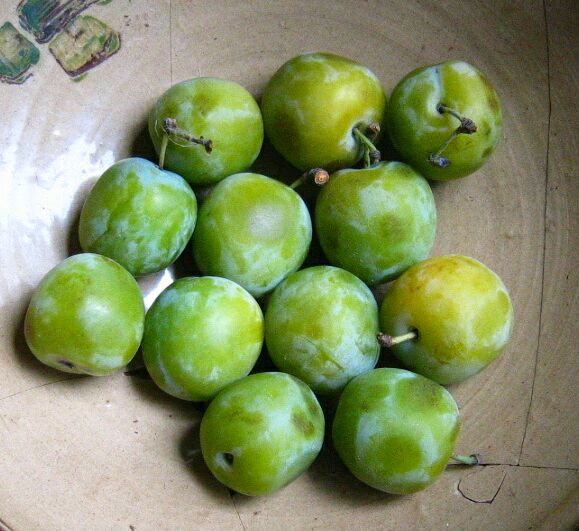
Zelené švestky odrůdy Reine Claude

Klaudie zemřela v 24 letech 20. června roku 1524. Příčina její smrti není zcela jasná a historické prameny spekulují o řadě možností: jako jedna z nich se uvádí smrt po porodu nebo potratu, jako další vyčerpání organismu po četných v těsném sledu po sobě jdoucích těhotenstvích; jiná předpokládá souchotiny (kterými trpěla i její matka) a konečně se nevylučuje ani syfilis, kterou ji měl nakazit její manžel.
Po Klaudiině smrti se bretaňským panovníkem stal její nejstarší syn, dauphin František. Po jeho předčasném skonu v roce 1536 se francouzským dauphinem a bretaňským vévodou stal Klaudiin druhý syn, Jindřich, vévoda orleánský, který později nastoupil na francouzský trůn jako Jindřich II.
Král František I. se několik let po Klaudiině smrti znovu oženil s Eleonorou Habsburskou, sestrou císaře Karla V. Poměry u dvora se staly mnohem zhýralejšími a zvěsti tvrdily, že smrt krále Františka roku 1547 byla způsobena syfilidou.

## Zajímavost
Po Klaudii byl pojmenován druh malé světle zelené švestky velikosti vlašského ořechu, známý jako „Reine Claude“ (Královna Klaudie) – renkloda.

## Vývod z předků
|                       |                         |  |                   |                        |  |  |  |  |  |  |  | Karel V. Francouzský |
|                       |                         |  |                   |                        |  |  |  |  |  |  |  |                      |
|                       | Ludvík z Valois         |  |                   |                        |  |  |  |  |  |  |  |                      |
|                       |                         |  |                   |                        |  |  |  |  |  |  |  |                      |
|                       |                         |  |                   | Johana Bourbonská      |  |  |  |  |  |  |  |                      |
|                       |                         |  |                   |                        |  |  |  |  |  |  |  |                      |
|                       | Karel Orléanský         |  |                   |                        |  |  |  |  |  |  |  |                      |
|                       |                         |  |                   |                        |  |  |  |  |  |  |  |                      |
|                       |                         |  |                   | Gian Galeazzo Visconti |  |  |  |  |  |  |  |                      |
|                       |                         |  |                   |                        |  |  |  |  |  |  |  |                      |
|                       | Valentina Visconti      |  |                   |                        |  |  |  |  |  |  |  |                      |
|                       |                         |  |                   |                        |  |  |  |  |  |  |  |                      |
|                       |                         |  |                   | Izabela Francouzská    |  |  |  |  |  |  |  |                      |
|                       |                         |  |                   |                        |  |  |  |  |  |  |  |                      |
|                       | Ludvík XII.             |  |                   |                        |  |  |  |  |  |  |  |                      |
|                       |                         |  |                   |                        |  |  |  |  |  |  |  |                      |
|                       |                         |  |                   | Adolf III. z Marky     |  |  |  |  |  |  |  |                      |
|                       |                         |  |                   |                        |  |  |  |  |  |  |  |                      |
|                       | Adolf I. Klevský        |  |                   |                        |  |  |  |  |  |  |  |                      |
|                       |                         |  |                   |                        |  |  |  |  |  |  |  |                      |
|                       |                         |  |                   | Markéta z Jülichu      |  |  |  |  |  |  |  |                      |
|                       |                         |  |                   |                        |  |  |  |  |  |  |  |                      |
|                       | Marie Klevská           |  |                   |                        |  |  |  |  |  |  |  |                      |
|                       |                         |  |                   |                        |  |  |  |  |  |  |  |                      |
|                       |                         |  |                   | Jan I. Burgundský      |  |  |  |  |  |  |  |                      |
|                       |                         |  |                   |                        |  |  |  |  |  |  |  |                      |
|                       | Marie Burgundská        |  |                   |                        |  |  |  |  |  |  |  |                      |
|                       |                         |  |                   |                        |  |  |  |  |  |  |  |                      |
|                       |                         |  |                   | Markéta Bavorská       |  |  |  |  |  |  |  |                      |
|                       |                         |  |                   |                        |  |  |  |  |  |  |  |                      |
| 'Klaudie Francouzská' |                         |  |                   |                        |  |  |  |  |  |  |  |                      |
|                       |                         |  |                   |                        |  |  |  |  |  |  |  |                      |
|                       |                         |  | Jan IV. Bretaňský |                        |  |  |  |  |  |  |  |                      |
|                       |                         |  |                   |                        |  |  |  |  |  |  |  |                      |
|                       | Richard Bretaňský       |  |                   |                        |  |  |  |  |  |  |  |                      |
|                       |                         |  |                   |                        |  |  |  |  |  |  |  |                      |
|                       |                         |  |                   | Jana Navarrská         |  |  |  |  |  |  |  |                      |
|                       |                         |  |                   |                        |  |  |  |  |  |  |  |                      |
|                       | František II. Bretaňský |  |                   |                        |  |  |  |  |  |  |  |                      |
|                       |                         |  |                   |                        |  |  |  |  |  |  |  |                      |
|                       |                         |  |                   | Ludvík z Valois        |  |  |  |  |  |  |  |                      |
|                       |                         |  |                   |                        |  |  |  |  |  |  |  |                      |
|                       | Markéta Orleánská       |  |                   |                        |  |  |  |  |  |  |  |                      |
|                       |                         |  |                   |                        |  |  |  |  |  |  |  |                      |
|                       |                         |  |                   | Valentina Visconti     |  |  |  |  |  |  |  |                      |
|                       |                         |  |                   |                        |  |  |  |  |  |  |  |                      |
|                       | Anna Bretaňská          |  |                   |                        |  |  |  |  |  |  |  |                      |
|                       |                         |  |                   |                        |  |  |  |  |  |  |  |                      |
|                       |                         |  |                   | Jan I. z Foix          |  |  |  |  |  |  |  |                      |
|                       |                         |  |                   |                        |  |  |  |  |  |  |  |                      |
|                       | Gaston IV. z Foix       |  |                   |                        |  |  |  |  |  |  |  |                      |
|                       |                         |  |                   |                        |  |  |  |  |  |  |  |                      |
|                       |                         |  |                   | Johana z Albretu       |  |  |  |  |  |  |  |                      |
|                       |                         |  |                   |                        |  |  |  |  |  |  |  |                      |
|                       | Markéta z Foix          |  |                   |                        |  |  |  |  |  |  |  |                      |
|                       |                         |  |                   |                        |  |  |  |  |  |  |  |                      |
|                       |                         |  |                   | Jan II. Aragonský      |  |  |  |  |  |  |  |                      |
|                       |                         |  |                   |                        |  |  |  |  |  |  |  |                      |
|                       | Eleonora Navarrská      |  |                   |                        |  |  |  |  |  |  |  |                      |
|                       |                         |  |                   |                        |  |  |  |  |  |  |  |                      |
|                       |                         |  |                   | Blanka Navarrská       |  |  |  |  |  |  |  |                      |
|                       |                         |  |                   |                        |  |  |  |  |  |  |  |                      |